# 김우재 (축구인)
김우재(한국 한자: 金佑載, 1976년 9월 13일 ~ )는 대한민국의 전 축구 선수이며, 포지션은 미드필더였다.